# Туропољска свиња
Туропољска свиња је аутохтона свиња из Хрватске, пореклом из Туропоља, Посавске регије између реке Саве и Купе. Због добрих производних својстава ова се раса свиња почела ширити изван Туропоља на делове Словеније, Подравине и југозападни део Мађарске. Данас се узгаја на подручју града Велика Горица, Лоњско поље и село Крапје. 

## Грађа тела
Туропољска свиња спада у средње крупне расе свиња, код које је глава осредње дужине, слабо угнутог профила, са јаким, средње дугачким рилом, које је ружичасте боје. Уши су доста узане, просечне дужине, полуклопаве у правцу њушке. Врат је доста кратак и углавном слабо мишићав. Прелаз између леђа и слабина је неприметан, а слабине и сапи су, исто као и леђа, прилично дугачке и осредње широке, али слабо мускулозне. Сапи су оборене, а корен репа доста ниско насађен. Трбух је правилно развијен, са 10 до 12 сиса. Ноге су правилно грађене, доста су танких костију и релативно кратке, али снажне. Чекиње су средње дужине и коврџаве, сивобеле боје, са неколико разбацаних црних пега велиине длана. Кожа је непигментисана, рило ружичасто а папци жуте боје.

## Плодност
Туропољска свиња је касностасна, али стасава нешто раније него шишка. 
Плодност се креће у варијацијама између 1 и 12 прасади по леглу, просечно између 6 и 7. 

## Прасад
Прасад су прилично отпорна, пошто морталитет до 28 дана старости износи око 10%. Прасад су по рођењу увек тешка преко 1 кг. Прасе удвостручава телесну масу са 7 до 10 дана. После месец дана просечна тежина им је 6 кг, после 2 месеца око 10 кг.